# Benifato
Benifato ist eine Gemeinde (municipio) im Südosten von Spanien in der Provinz Alicante in der Valencianischen Gemeinschaft. Am 1. Januar 2022 hatte die Gemeinde 139 Einwohner.

## Geografie
Benifato liegt etwa 41 Kilometer nordöstlich von Alicante nahe der Mittelmeerküste in einer Höhe von ca. 660 m. 

## Demografie
| 1842 | 1900 | 1930 | 1950 | 1970 | 1981 | 1991 | 2001 | 2011 | 2021 |
| ---- | ---- | ---- | ---- | ---- | ---- | ---- | ---- | ---- | ---- |
| 253  | 368  | 282  | 258  | 166  | 124  | 124  | 166  | 193  | 133  |

## Sehenswürdigkeiten

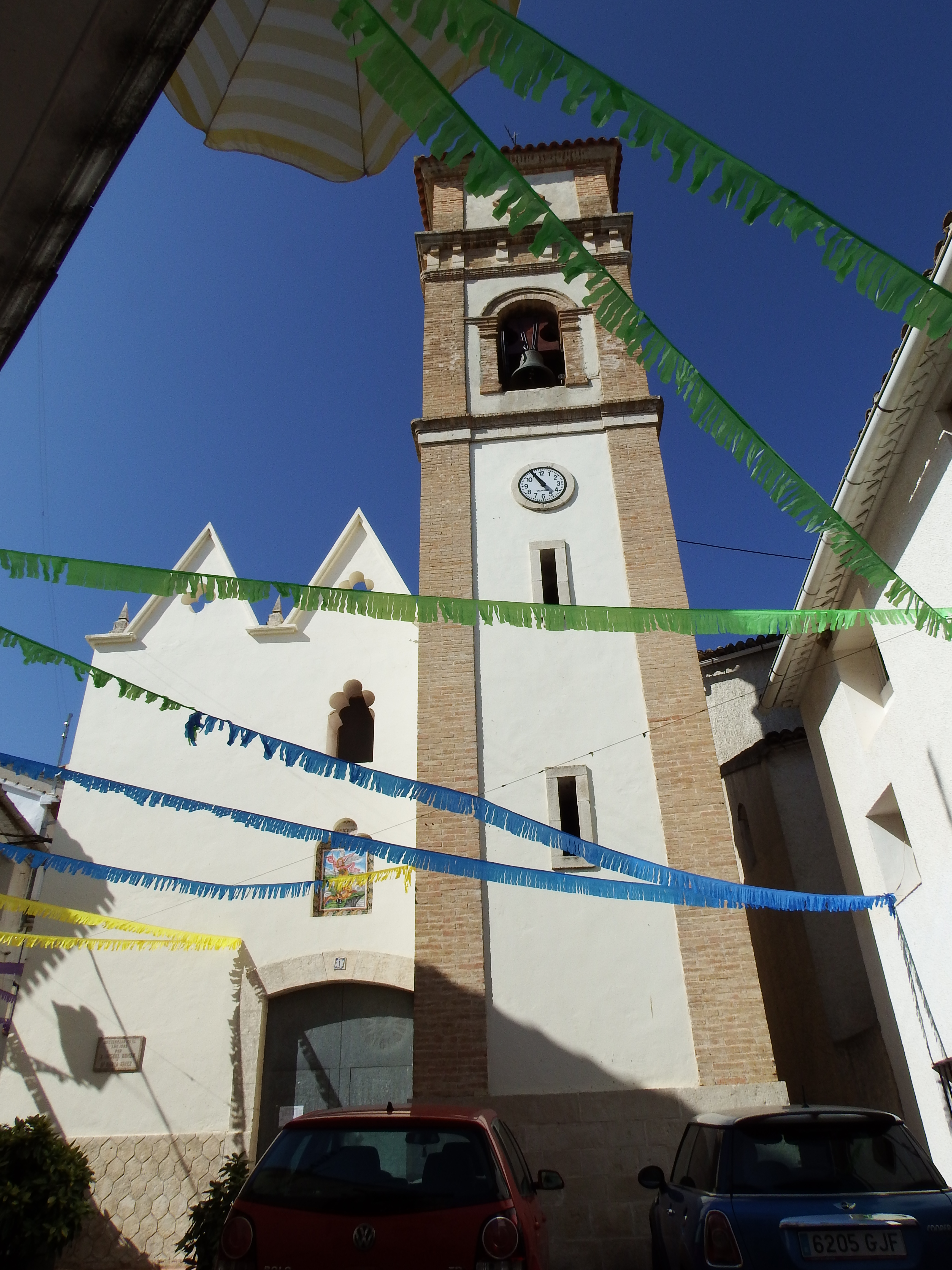
Michaeliskirche
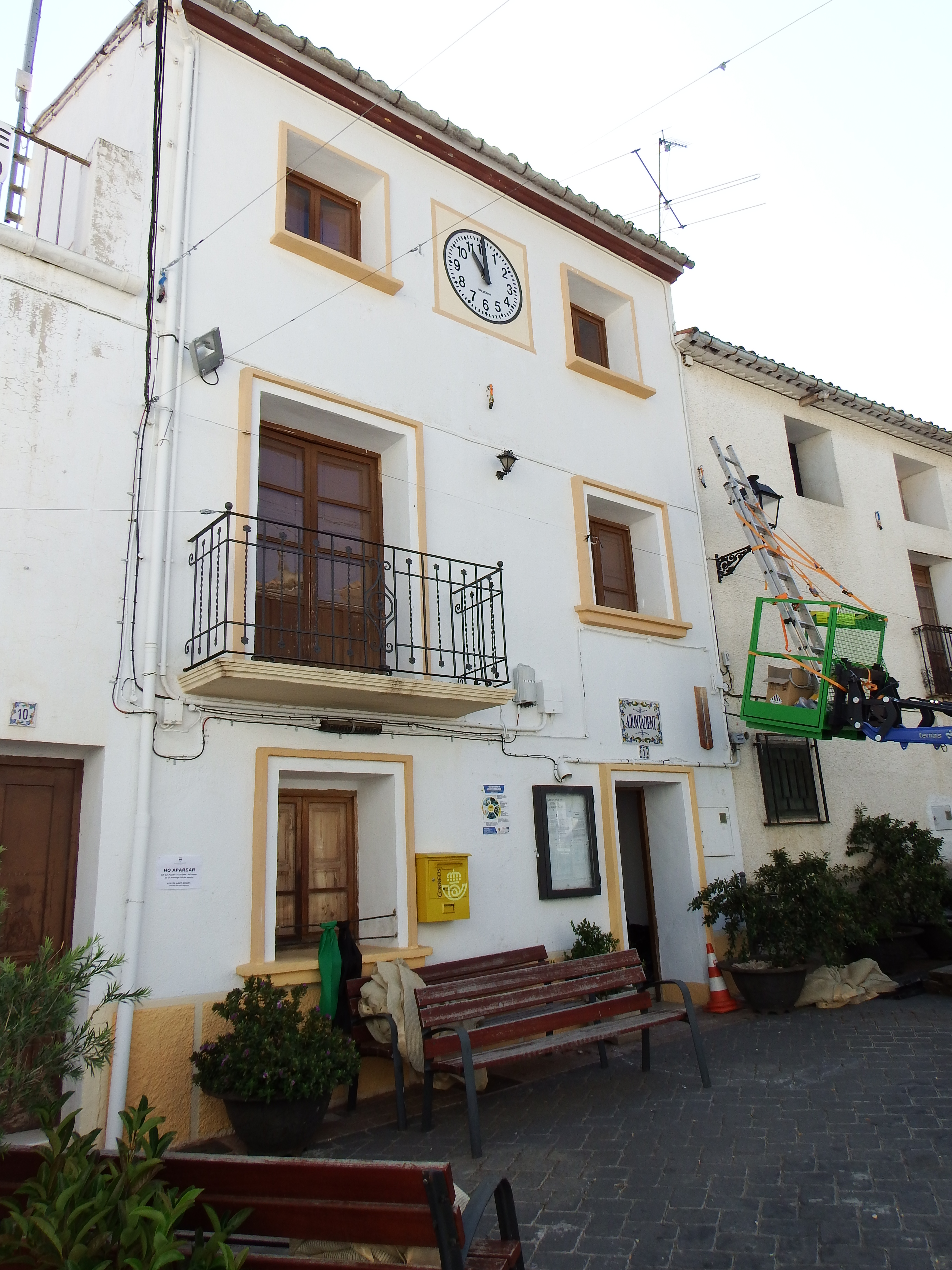
Rathaus

- Michaeliskirche
- Rathaus